# Hans Pfisterer (Leichtathlet)
Hans Pfisterer (* 27. Dezember 1953 in Hockenheim) ist ein ehemaliger deutscher Marathonläufer.
Im Oktober 1982 wurde er Zweiter bei der Maratona Internazionale in Turin. Im Jahr darauf gewann er den Tiberias-Marathon. 1985 wurde er als Gesamtzwölfter beim Frankfurt-Marathon Dritter der Deutschen Marathonmeisterschaften. Nach einem weiteren dritten Platz bei den nationalen Meisterschaften 1986 wurde er 1987 für den IAAF-Weltcup-Marathon in Seoul nominiert, wo er auf Rang 36 einlief. Einem Sieg beim Singapur-Marathon 1988 folgte ein siebter Platz bei den Deutschen Meisterschaften 1989. 1990 wurde er Neunter beim München-Marathon und kam bei den im Rahmen des Rotkreuz-Marathons Karlsruhe ausgetragenen Deutschen Meisterschaften zeitgleich mit dem schließlich vom Wettkampfgericht zum Sieger erklärten Josef Oefele ins Ziel. 1991 wurde er erneut Deutscher Vizemeister mit fünf Sekunden Rückstand auf Thomas Ertl.
Hans Pfisterer startete für den HSV Hockenheim, die LG coop Kurpfalz, die MTG 1899 Mannheim und die LG Frankfurt. Er ist gelernter Maschinenschlosser.

## Bestzeiten
- 10.000 m: 29:53,0 min, 2. Mai 1981, Bad Mergentheim
- Halbmarathon: 1:07:36 h, 9. Oktober 1994, Frankenberg
- Marathon: 2:16:28 h, 12. April 1987, Seoul